# Stekelnekagame
De stekelnekagame (Acanthosaura lepidogaster) is een hagedis uit de familie agamen (Agamidae). Het is een van de hoekkopagamen uit het geslacht Acanthosaura.

## Naam en indeling
De wetenschappelijke naam van de soort werd voor het eerst voorgesteld door Georges Cuvier in 1829. Oorspronkelijk werd de naam Calotes lepidogaster gebruikt. De agame behoorde in het verleden tot de geslachten Lophyrus en Goniocephalus. Deze soort wordt ook wel dwergstekelnekagame genoemd, maar het is niet de kleinste soort uit het geslacht Acanthosaura.

## Uiterlijke kenmerken
De soortnaam betekent letterlijk schubben-buik (lepido-gaster) omdat op de buik wat ruwere gekielde schubben aanwezig zijn. De agame is te herkennen aan de rugkam met erg kleine stekels die voor de nek overgaat in juist zeer lange, naaldachtige stekels. Ook hebben alle soorten stekelnekagamen twee hoorntjes op de kop achter de ogen die bij deze soort juist erg kort blijven waaraan hij te onderscheiden is. Ook ontbreekt de rugkam op het midden van de nek terwijl dat bij andere soorten niet altijd zo is, en heeft deze soort een overwegend grijsgroene tot bruine kleur, maar de Nederlandse naam gaat lang niet altijd op. De stekelnekagame wordt ongeveer 17 tot 21 centimeter lang, de vrouwtjes blijven iets kleiner. De staart is duidelijk langer dan het lichaam.
De juvenielen kunnen groen, grijs en ook rood zijn met een lichtere vlekkentekening. Verder hebben ze meestal korte maar afstekende dwarsstrepen op de rug die bestaan uit een lichtere en donkere kleur tegen elkaar. Kenmerkend voor deze soort zijn de zeer grote en donkerbruine tot zwarte oogvlekken die soms de hele bovenzijde van de kop kleuren, en er zit een donkere, dunne band om de nek, en een meestal gebandeerde staart in dezelfde kleuren als de dwarse rugstrepen.

## Levenswijze
Het is zowel een klimmende als bodembewonende soort die zelfs van water houdt, waar het dier in vlucht bij gevaar. De agame leidt een zwervend bestaan en houdt van dichtbegroeide tropische bergwouden waar het erg warm en vochtig is en met open plekken om te kunnen zonnen. Het voedsel bestaat uit insecten en andere ongewervelden, maar ook kleine zoogdieren en amfibieën worden gegeten.

## Verspreiding en habitat
De stekelnekagame komt voor in delen van Azië en leeft in de landen Cambodja, zuidelijk China, Myanmar, Vietnam, Thailand en Laos. De habitat bestaat uit tropische en subtropische bossen, meestal bij water in de buurt. Het is een bewoner van bomen, die echter ook wel in lagere struiken wordt gevonden.

## Beschermingsstatus
Door de internationale natuurbeschermingsorganisatie IUCN is de beschermingsstatus 'veilig' toegewezen (Least Concern of LC).